# 汪其德
汪其德（1978年9月—），四川南江人，汉族，中华人民共和国政治人物、第十二届全国人民代表大会四川地区代表。
毕业于四川省农业大学畜牧专业。加入中国共产党。2013年，担任全国人大代表。2018年，被选为全国人大代表。2018年2月24日，当选为第十三届全国人大代表。